# معتمدية الغريبة
معتمدية الغريبة إحدى معتمديات الجمهورية التونسية، تابعة لولاية صفاقس.